# Rain Down on Me
Rain Down on Me is een nummer van de Haagse rockband Kane uit 2002. Het is de derde single van hun tweede studioalbum So Glad You Made It.
Het nummer wist de 14e positie te behalen in de Nederlandse Top 40. Ook in het Verenigd Koninkrijk werden de hitlijsten behaald; daar haalde het de 38e positie. Na "Rain Down on Me" heeft Kane nooit meer de hitlijsten in het Verenigd Koninkrijk weten te behalen.
In 2003 maakte dj Tiësto een remix van het nummer. Deze werd succesvoller dan het origineel, en haalde de 6e positie in de Nederlandse Top 40 en de nummer 1-positie in de Vlaamse Ultratop 50.

## NPO Radio 2 Top 2000
| Nummer met noteringen in de NPO Radio 2 Top 2000 | '07 | '08 | '09 | '10 | '11 | '12 | '13 | '14 | '15 | '16 | '17 | '18  | '19  | '20 | '21 | '22 | '23 | '24 |
| ------------------------------------------------ | --- | --- | --- | --- | --- | --- | --- | --- | --- | --- | --- | ---- | ---- | --- | --- | --- | --- | --- |
| Rain Down on Me                                  | 908 | -   | 712 | 599 | 555 | 539 | 546 | 498 | 608 | 673 | 735 | 1001 | 1046 | 751 | 862 | 927 | 517 | 676 |

1. ↑  Een '-' betekent dat het nummer niet was genoteerd en een vetgedrukt getal geeft de hoogste notering aan.
2. ↑  2007 was het eerste jaar met een notering voor dit nummer.